# بيتر باك
بيتر باك (بالإنجليزية: Peter Lawrence Buck)‏ (و. 1956  م) هو عازف قيثارة، وعازف بانجو، وموسيقي، وكاتب أغاني، وعازف مندولين، وعالم موسيقى، ومنتج أسطوانات أمريكي، ولد في بيركيلي، كاليفورنيا، وهو عضوٌ في آر إي إم (يناير 1980–21 سبتمبر 2011).

## التعليم
تعلم في Crestwood High School (Georgia) ‏، وتحصل منها على شهادة الدراسة الثانوية (حتى 1975)، وجامعة إيموري.

## وصلات خارجية
- بيتر باك على موقع IMDb (الإنجليزية)
- بيتر باك على موقع الموسوعة البريطانية (الإنجليزية)
- بيتر باك على موقع ميوزك برينز (الإنجليزية)
- بيتر باك على موقع رولينغ ستون (الإنجليزية)
- بيتر باك على موقع إن إن دي بي (الإنجليزية)
- بيتر باك على موقع أول ميوزيك (الإنجليزية)
- بيتر باك على موقع ديسكوغز (الإنجليزية)
- بيتر باك على موقع قاعدة بيانات الفيلم (الإنجليزية)

- بيتر باك في قاعدة بيانات الأفلام على الإنترنت